# Jules Michelet
Pour les articles homonymes, voir Michelet.
Jules Michelet, né le 5 fructidor an VI (22 août 1798) à Paris 6e arrondissement et mort le 9 février 1874 à Hyères, est un historien français.
Libéral et anticlérical, il est considéré comme l'un des grands historiens du XIXe siècle, le premier et le plus grand des historiens nationalistes, romantiques et libéraux, l’un des « plus grands créateurs de l’âge romantique », selon Paul Bénichou, bien qu'aujourd'hui controversé, notamment pour avoir donné naissance à travers ses ouvrages historiques à une grande partie du « roman national », républicain et partisan, remis en cause par le développement historiographique de la fin du XXe siècle. Il a également écrit différents essais et ouvrages de mœurs, dont certains lui valent des ennuis avec l'Église et le pouvoir politique. Parmi ses œuvres les plus célèbres de l'époque, Histoire de France, qui sera suivie d'Histoire de la Révolution.

## Biographie

### Origines et formation
Jules Michelet est issu d'une famille catholique. Son père, Jean François Fursy Michelet (1770-1846), était originaire de Laon. Celui-ci, voulant apprendre le métier d'imprimeur, est venu à Paris et est entré à l'Imprimerie des Assignats, place Vendôme, en octobre 1792, puis à l'Imprimerie nationale pendant la Terreur. Après le 9 thermidor an II (27 juillet 1794), il a fondé une imprimerie avec des fonds qu'il a empruntés à son père, Félix Michelet (1747-1815), qui l'avait rejoint à Paris.
Le 29 mars 1795, Jean François Furcy Michelet a épousé une Ardennaise, Angélique Constance Millet (1761-1815), de 9 ans son aînée, qu'il avait connue lorsqu'elle était venue rendre visite à son oncle à Laon. Jean François Furcy Michelet avait installé ses presses dans une chapelle déconsacrée (dépendant d’un ancien couvent de religieuses de Saint-Chaumont), 14 rue de Tracy, où il produit à cette époque des assignats. Jules Michelet y naît le 22 août 1798. Cependant, son père, Jean François Furcy Michelet, maître-imprimeur est ruiné par le décret de Napoléon du 5 février 1810 qui limite sévèrement le nombre des presses parisiennes, et emprisonné à la prison Sainte-Pélagie pour dettes impayées en 1808. Sa mère, Angélique Constance Millet, est une femme pieuse et austère originaire d'une famille paysanne de Renwez, un village des Ardennes. Après 1812, Jean François Furcy Michelet n'a plus exercé son métier et a été obligé de vivre de travaux dérisoires. La famille a connu la pauvreté. Constance Millet est morte trois ans plus tard, dans la nuit du 9 février 1815 d'hydropisie. Jules Michelet raconte dans son livre « Ma jeunesse » que cette nuit-là, il traduisait un texte de Sénèque sur la fragilité de la vie humaine.
Initié par son père au travail de l'imprimerie, Jules a la possibilité d'entrer à l’Imprimerie impériale où une place lui est offerte. Cependant, son père refuse, préférant s’imposer des sacrifices pour l’envoyer étudier à l'institution Mélot, tenue par M. Mélot, un ancien maître d’école de campagne qui lui apprend le latin, de 1809 à 1812, puis au lycée Charlemagne, dans la classe de troisième où il a pour maître Andrieu d'Alba jusqu’à 1816. Jules y poursuit des études de lettres. Licencié ès lettres le 6 juillet 1818, il peut entrer comme répétiteur à l'institution Briand.
Il soutient son doctorat ès lettres, le 27 aout 1819. Sa thèse en français consiste en une interprétation morale, stylistique et rhétorique des Vies des hommes illustres (100-120 apr. J.-C.) de Plutarque. Dans sa thèse latine intitulée « De percipienda infinitate secundum Lockium », il analyse les théories développées par John Locke dans son Essai sur l'entendement humain (1689). Après l'obtention de son doctorat, il est reçu troisième à l’agrégation des lettres, le 21 septembre 1821,:35-38.

### Débuts professionnels
Après quelques remplacements au lycée Charlemagne, il est nommé professeur d’histoire au collège Sainte-Barbe-Rollin à Paris le 13 novembre 1822. Cette période est des plus favorables pour les érudits et les hommes de lettres en France. Michelet a de puissants appuis en Abel-François Villemain et Victor Cousin, entre autres. Bien qu’il ait des idées politiques fermes que lui a transmises son père — un républicanisme fervent teinté de romantisme libre-penseur —, il est d’abord et avant tout un homme de lettres et un enquêteur sur l’histoire du passé. Il appartient à cette école qui pense que l’histoire doit être avant tout un cours d’enseignement philosophique. Ses premiers ouvrages sont des manuels scolaires destinés en premier lieu à ses élèves. Il publie tout d’abord Tableau chronologique de l’histoire moderne de 1453 à 1739 en 1825, puis Tableaux synchroniques de l’histoire moderne de 1453 à 1648 en 1826. Son ouvrage suivant, Précis d’histoire moderne, publié en 1827, est un livre solide et soigné, meilleur que tout ce qui est paru auparavant, écrit dans un style sobre et néanmoins captivant. Le 3 février de la même année, il est nommé maître de conférences de philosophie et d'histoire à l’École préparatoire, future École normale supérieure. Sa nomination à l’École normale lui vaut en outre d’être choisi pour enseigner l’histoire à Louise d'Artois, fille ainée du duc d’Artois, future régente de Parme.

### Monarchie de Juillet

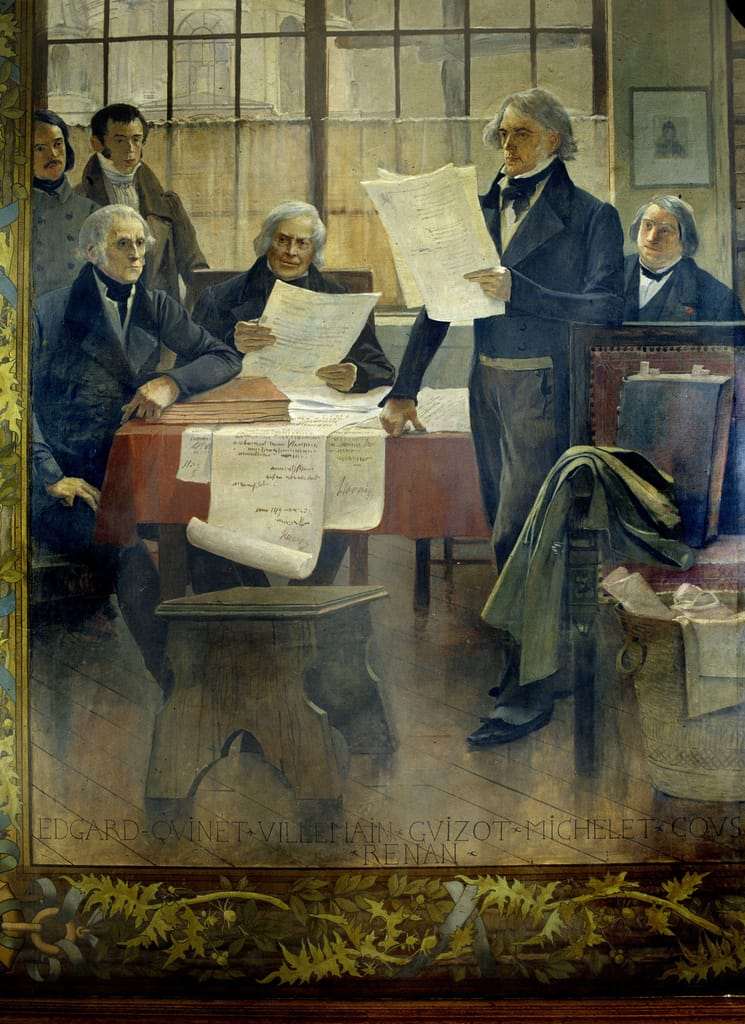
Une leçon de Michelet au Collège de France. Peinture de François Flameng ornant le péristyle du premier étage à la Sorbonne, fin du XIXe siècle.

La Révolution de Juillet, qui porte au pouvoir ses professeurs Abel-François Villemain et François Guizot, permettent à Michelet, qui avait perdu sa royale écolière à la chute des Bourbons, de retrouver la place de précepteur royal de la princesse Clémentine, future duchesse de Saxe-Cobourg, puis en octobre celle de chef de la section historique aux Archives nationales, ainsi que le titre de professeur suppléant de Guizot à la Faculté des lettres de Paris de 1833 à 1835, ce qui lui donne accès à une riche documentation historique et lui permet d'étayer et d'approfondir ses idées:182.
En 1831, son Introduction à l’histoire universelle se démarque des ouvrages précédents par le style. Elle met en évidence ses capacités de synthèse et son talent d’écrivain, ainsi que ses étonnantes qualités de visionnaire, qui font réfléchir, mais le rendent aussi moins digne de confiance en tant qu’historien. Il y expose sa vision de l’histoire comme un long combat de la liberté contre la fatalité.
Peu après, il commence son œuvre majeure, l’Histoire de France, qui va l'occuper pendant les trente années suivantes. Il accompagne cette production de nombreux autres livres, surtout d’érudition, tels que :
- les Œuvres choisies de Vico (1835, 2 volumes), en particulier une traduction libre de Scienza nuova de Giambattista Vico de 1744 sous le titre : La Science nouvelle, ou Principes de la philosophie de l’Histoire, avec une biographie de l’auteur ;
- Mémoires de Luther écrits par lui-même traduits et mis en ordre par Michelet (1835) ;
- Origines du droit français (1837) ;
- Histoire romaine : république (1839) ;
- Le Procès des Templiers (1841), second tome en 1851.

Ces ouvrages, et principalement les Origines du droit français, sont écrits dans la première manière de Michelet, c’est-à-dire dans un style concis et énergique, capable de donner relief aux sujets les plus arides et de revivifier le passé. Il dit de lui-même : « Augustin Thierry avait appelé l’histoire narration ; Guizot, analyse ; je l’appelle résurrection ».
Depuis janvier 1834, suppléant de Guizot, il professe des cours à la Sorbonne à forte tonalité anglophobe, avivée par son voyage en Angleterre d'août à septembre qui le met en contact avec la révolution industrielle et la misère ouvrière urbaine. Il fait de l'Angleterre la préfiguration de l'Europe, voire du monde futur.
L’année 1838 est une année très importante dans la vie de Michelet. Il est dans la plénitude de ses moyens, ses études ayant nourri chez lui son aversion naturelle envers les principes d’autorité et les pratiques ecclésiastiques, et à un moment où l’activité accrue des jésuites suscite une inquiétude réelle ou feinte, il est nommé à la chaire d’histoire au Collège de France, donnant sa leçon inaugurale le 23 avril devant le ministre de l'Instruction publique Salvandy:39. Assisté de son ami Edgar Quinet, il commence une violente polémique contre cet ordre impopulaire et les principes qu’il représente, polémique qui range leurs conférences, surtout celles de Michelet, parmi celles qui avaient à l’époque le plus de succès. Les textes de ses conférences, plus religieuses qu’historiennes ou littéraires, parurent dans trois livres, où il dénonçait la trahison de l’Église romaine face au peuple :
- en 1843, Des jésuites en collaboration avec Edgar Quinet ;
- en 1845, Du prêtre, de la femme, de la famille ;
- en 1846, Le peuple.

Ces livres ne sont pas encore empreints du style apocalyptique qui, en partie emprunté de Lamennais, caractérise les derniers ouvrages de Michelet, mais ils contiennent en prémices la presque totalité de son curieux credo éthique, politique et religieux — un mélange de romantisme, appuyé par les arguments les plus excentriques et par une grande éloquence.

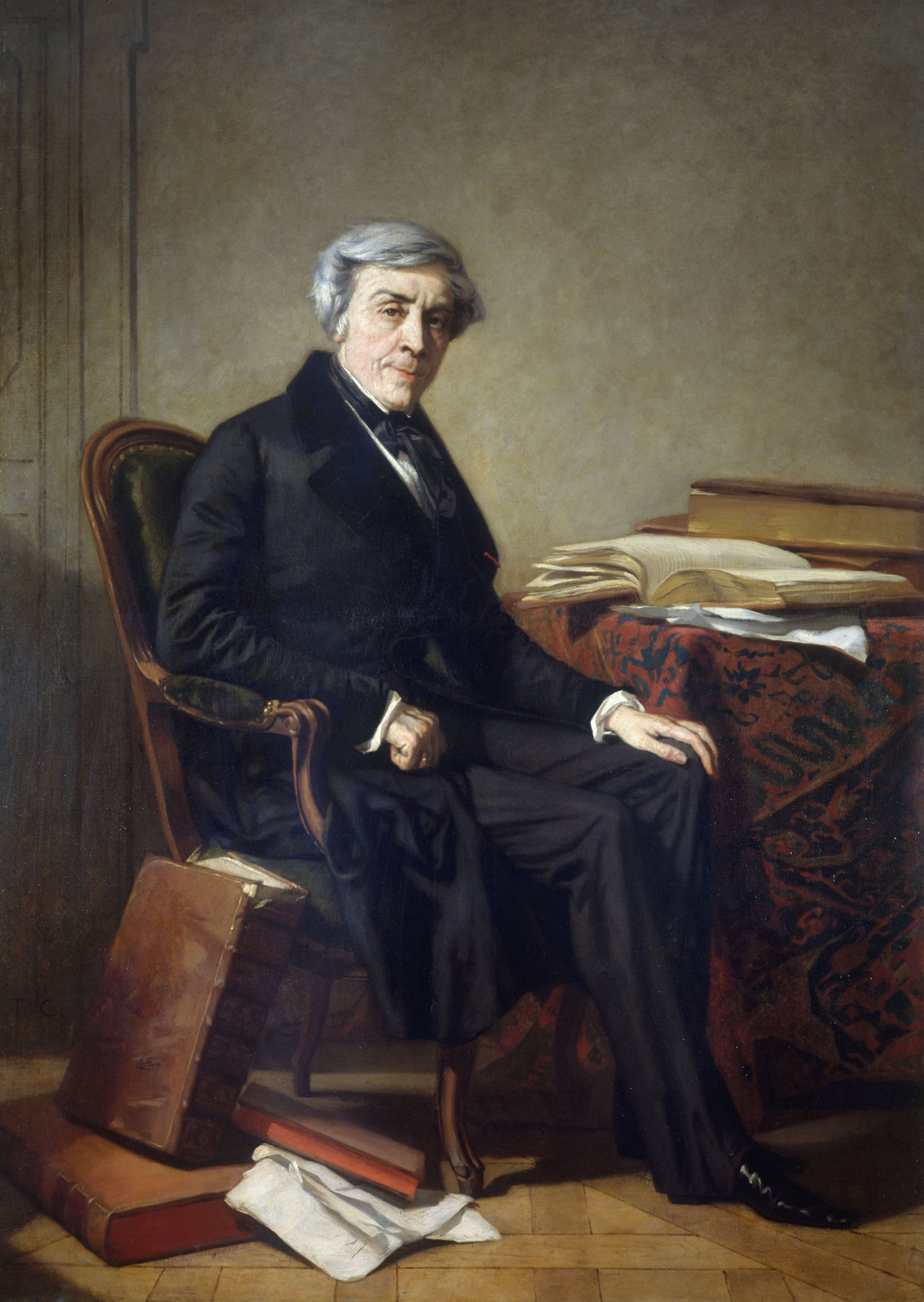
Portrait de Jules Michelet par Thomas Couture, musée Carnavalet.

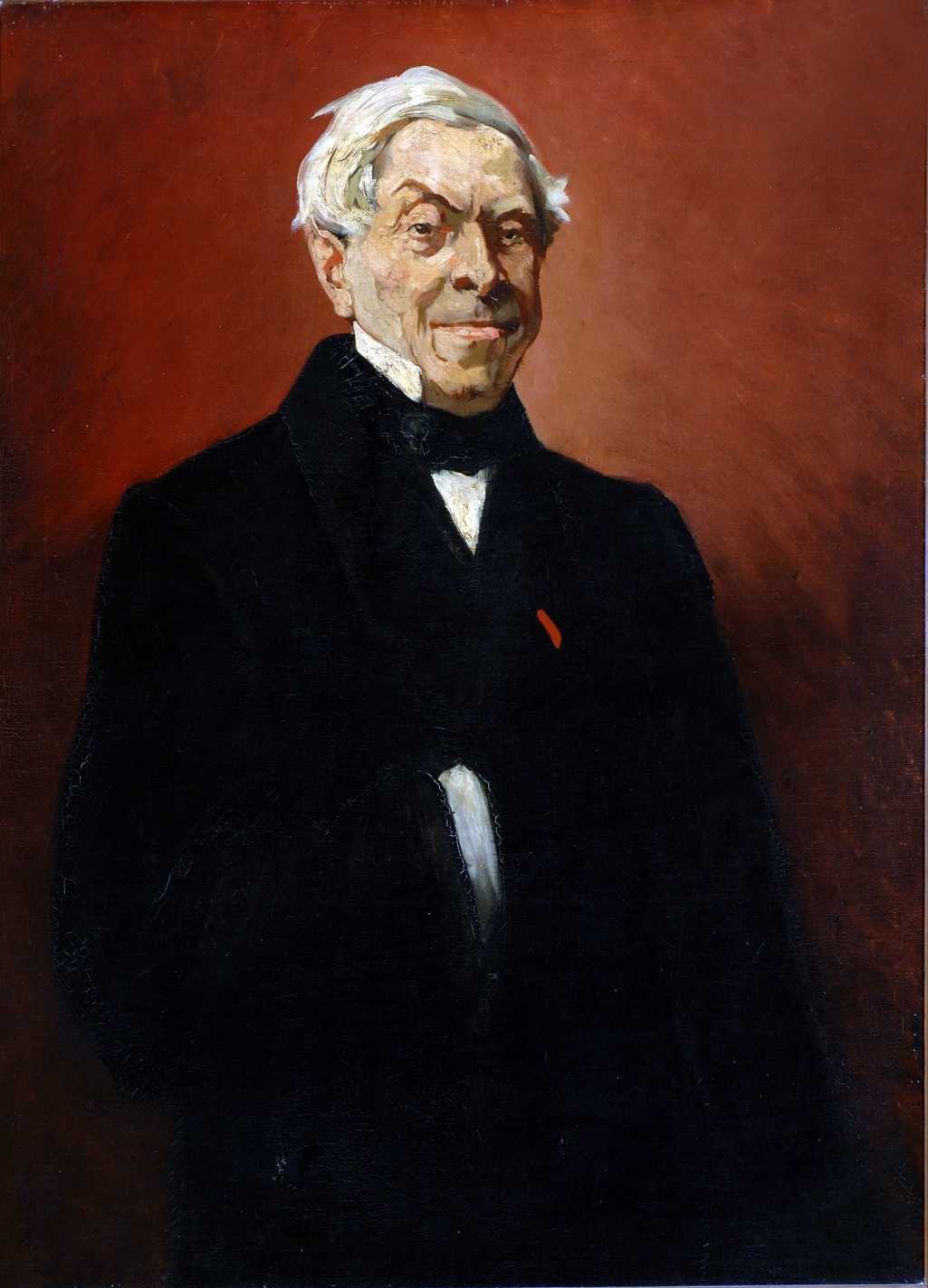
Portrait par André Gill probablement d’après le cliché de Nadar, 1868.

### Deuxième République
S’étant rendu également insupportable aux camps clérical et libéral, qui l’accusaient, le premier, de vouloir la mort du christianisme, le second de vouloir le « communisme intégral », la monarchie agonisante avait suspendu son cours au Collège de France par une décision ministérielle du 2 janvier 1848,. Pour autant, lors de la révolution de 1848, tout comme il s’était tenu, quoique de cœur avec les combattants, à l’écart des glorieuses de juillet 1830, il ne sera pas de ceux qui, en février 1848, sont entrés, comme Quinet, aux Tuileries, un fusil à la main. De petite taille, de santé fragile, Michelet n’était pas un homme d’action. Il redoutait le bruit et les foules, préférant le silence, la solitude, le travail paisible du cabinet. Au contraire de nombreux autres hommes de lettres, il n’accepte pas l’offre qui lui est offerte d’entrer dans la vie politique active. Les débordements de cette révolution, les tirs de la troupe sur le peuple notamment, le convainquent que la démocratie ne sera possible que lorsqu’une fois qu’elle sera définie et enseignée à l’ensemble des citoyens.
Il se consacre avec plus de force à son travail littéraire. Outre la reprise de sa grande Histoire de France, momentanément interrompue au sixième volume au règne de Louis XI, il entreprend et termine, pendant les années qui séparent la chute de Louis-Philippe et l’établissement définitif de Napoléon III, une enthousiaste Histoire de la Révolution française.

### Second Empire
Le coup d’État de Napoléon III a pour conséquence de resserrer la censure des voix qui critiquent le clergé et la royauté. Le scénario de la suspension de cours s’était répété sous la IIe République, en 1851, à quelques mois du coup d’État, toujours sous la même accusation. Le 13 avril 1852, un décret présidentiel le destitue, en même temps que son collègue et ami Edgar Quinet. De plus, refusant de prêter serment à l’Empire, il perd sa place aux Archives. Sa carrière professionnelle s'en trouvera brisée puisqu'il ne retrouvera plus de fonction d'enseignement à la suite de cet épisode.
De la mi-1852 à octobre 1853, il vit à Nantes, dans la propriété de la Haute-Forêt, tout près du boulevard qui porte aujourd'hui son nom,, où il est en contact avec les milieux républicains, en particulier avec Ange Guépin. Il poursuit son histoire de la Révolution française jusqu'à la chute de Robespierre. En octobre 1853, les Michelet partent pour quelques mois en Italie, puis reviennent à Paris.
Alors que la rédaction de sa grande œuvre historique se poursuit, une foule de petits livres l’accompagnent et la diversifient. Parfois, il s’agit de versions plus étendues de certains passages, parfois de ce qu’on peut appeler des commentaires ou des volumes d’accompagnement. Avec le peintre d'histoire Ernest Meissonier, il pousse le peintre paysagiste Paul Huet à se présenter à l'académie des Beaux-Arts, mais il ne fut pas admis.
Michelet n'a pas vécu assez longtemps pour achever sa dernière grande entreprise, une vaste fresque du XIXe siècle. On trouva sur sa table de travail le troisième volume entièrement fini, incluant la bataille de Waterloo. Si certains pensent que sa meilleure critique est peut-être contenue dans l’incipit du dernier volume — « l’âge me presse » —, on peut dire également qu’il est mort comme il avait vécu, en travaillant.

### Retour de la République
À la suite de deux attaques d'apoplexie survenues en 1871 à Pise et à Florence, Jules Michelet est diminué et a les mains paralysées. Il meurt le 9 février 1874 d'une crise cardiaque qui l'emporte en quatre jours. Il souhaite être enterré sans cérémonie religieuse et, conformément à ses volontés, est d'abord inhumé au cimetière d'Hyères:219.
À la demande de sa femme, il est inhumé le 18 mai 1876 au cimetière du Père-Lachaise à Paris (division 52) lors de funérailles officielles et publiques organisées par Gabriel Monod. La police estime que 10 000 personnes suivent le cortège funèbre depuis l'appartement de Michelet rue d'Assas jusqu'au Père-Lachaise.
Son tombeau, élevé par souscription internationale et inauguré en 1882, est l’œuvre du sculpteur Antonin Mercié, sur les dessins de Jean-Louis Pascal. La stèle rectangulaire flanquée de colonnes aux angles est couronnée d'une cimaise ornée d'emblèmes et de rinceaux sculptés. Michelet est représenté sous forme de gisant (le visage identique au masque funéraire) étendu sur un sarcophage orné de deux médaillons ; au-dessus de la couche funèbre, Clio la Muse de l'Histoire, drapée, indique du doigt la maxime de l'écrivain, épitaphe gravée dans la partie supérieure du bas-relief : « L’histoire est une résurrection ». Deux jardinières, en gradins, encadrent la vasque d'une fontaine surmontée d'un édicule sur lequel est sculptée en bas-relief une urne penchée, symbole de la pensée à traduire.

### Michelet et les femmes

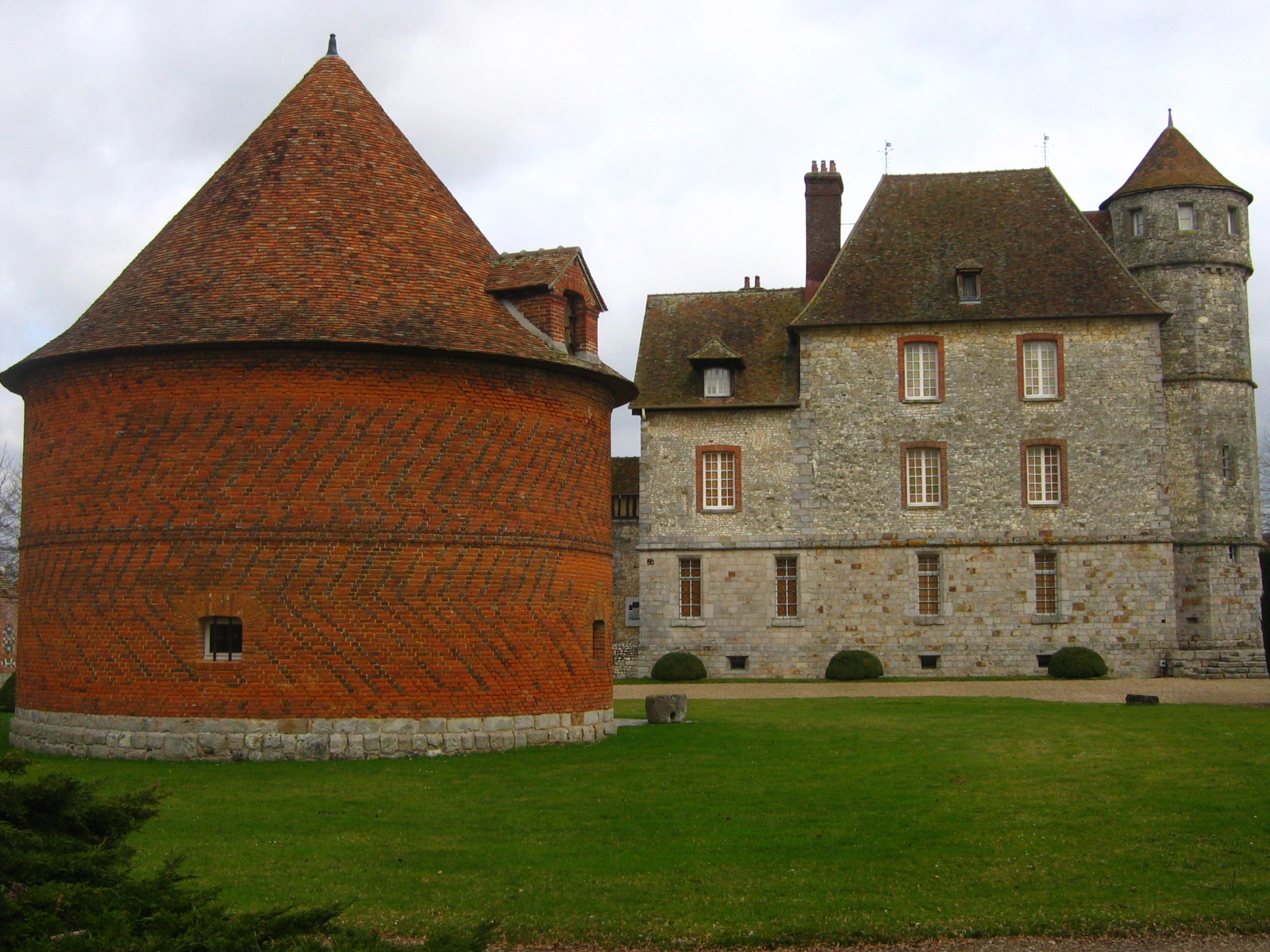
Château de Vascœuil, où Michelet passa une partie de sa vie.

Marié par obligation le 20 mai 1824 à Pauline Rousseau (1792-1839), fille du ténor Jean-Joseph Rousseau (it), il a deux enfants, Adèle (1824-1855) et Charles (1829-1862):90. Pauline est gaie et jolie, mais manque de culture et Michelet la délaisse rapidement pour son travail et sa carrière. Pauline boit et meurt de la tuberculose, le 24 juillet 1839.
Michelet a une liaison platonique à partir de 1840 avec Françoise Adèle Poullain-Dumesnil, châtelaine de Vascœuil et mère de l'un de ses élèves, Alfred Dumesnil, qui se mariera avec sa fille Adèle. De 1842 à 1848, Michelet a deux amours ancillaires avec les bonnes Marie et Victoire:110.
Le 12 mars 1849, il épouse Athénaïs Mialaret, fille de l'ancien précepteur des enfants de Toussaint Louverture. Athénaïs possède des aptitudes littéraires et a des sympathies républicaines, ce qui semble avoir davantage stimulé ses capacités. Le couple a en juillet 1850 un fils, Yves-Jean-Lazare, qui ne vit que quelques semaines. Après la mort de Michelet, elle contribue à construire le mythe du « pape de l'histoire »:92.

## Distinctions
- Chevalier de la Légion d'honneur (1833)

## Œuvre

### Influences
Michelet semble avoir un goût presque exclusif pour l'œuvre des philosophes des Lumières : Locke (sa thèse latine), Condorcet, David Hume. Mais au-delà de l'évidente filiation intellectuelle qui le relie aux Lumières (Voltaire et Montesquieu étaient parmi ses auteurs favoris), d'autres philosophes l'ont profondément inspiré, et tout particulièrement Leibniz.
Bien que Lucien Febvre lui ait donné un rôle populiste et progressiste, Jules Michelet est resté assez réfractaire sur son siècle. Il affirme dans son Histoire du XIXe siècle un pessimisme convaincu, proche d'autres historiens de la IIIe République, comme Hippolyte Taine et Ernest Renan. « Notre siècle, par ses grandes machines (l'usine et la caserne) attelant les masses à l'aveugle, a progressé dans la fatalité […]. Au fatalisme de 1815 et d'Hegel succède le fatalisme médical, physiologique […] Socialisme, militarisme et industrialisme ». Il s'oppose à tous les monismes socialistes à propos de l'histoire de la Révolution française. Dans Le Banquet, il reproche aux socialistes de s'abandonner à la religion en les accusant d'ultra-cléricalisme.

### Historicisme
Il fut le premier représentant de l'historicisme en France, théorie philosophique selon laquelle les connaissances, les courants de pensée et les valeurs d'une société sont liés au contexte historique de cette société. Dans une citation fameuse, il définit l'histoire comme une « résurrection ».
Dans Quelques-uns parmi les meilleurs, il traite des sciences naturelles, sujet nouveau pour lui, auquel on dit que sa femme l'a amené. Le premier d’entre eux était Les Femmes de la révolution, esquisses détachées de sa grande histoire (1854). Dans le suivant, L’Oiseau (1856), il se découvre une veine nouvelle et très réussie. Ce sujet de l’histoire naturelle n'est pas traité du point de vue de la science, ni de celui du sentiment, ni de l’anecdote ou des commérages, mais de celui du panthéisme démocratique fervent de l’auteur.
Michelet restait fidèle à son système d’études psychologiques. Comme historien, il cherchait l’âme des faits ; dans ces ouvrages il rechercha l’âme de l’insecte et de l’oiseau. Taine écrivit : « L’auteur ne sort pas de sa carrière ; il l’élargit. Il avait plaidé pour les petits, pour les simples, pour le peuple. Il plaide pour les bêtes et les oiseaux. »
Ces œuvres remarquables, mi-pamphlets, mi-traités moraux, se succédèrent de façon ininterrompue pendant cinq ou six ans, à douze mois d’intervalle généralement. L’Amour (1858), un des livres les plus populaires de l’auteur, fut suivi par La Femme (1860), un livre sur lequel, selon l’Encyclopædia Britannica, on pourrait fonder une critique entière de la littérature et du caractère français, et où Michelet ne fit que distinguer le plaisir sensuel de la passion amoureuse et de l’union de deux cœurs.
À l’homme réconcilié avec les animaux (L’Oiseau et L’Insecte), puis avec lui-même (L’Amour et La Femme), il ne restait plus qu’à apprendre l’amour de la création. Tels furent les buts de La Mer (1861) et de La Montagne, publiés quelques années plus tard. Dans La Mer, Michelet tente notamment d’apporter les preuves historiques de l’existence des sirènes.
Dans un autre genre paraît en 1862 La Sorcière - qui connaît un « succès de scandale » et fait l'objet de nombre d'interprétations psychologiques et littéraires. La Sorcière est développé notamment à partir de l'Histoire de l'Inquisition en France, un ouvrage paru en 1829 qui s'est avéré une des nombreuses forgeries du faussaire Lamothe-Langon, prétendant se baser un procès en sorcellerie médiéval d’après des documents inédits des archives ecclésiastiques du diocèse de Toulouse, pas plus que n'existe de chasse aux sorcières au Moyen Âge, ce phénomène ne débutant pas avant le XVIe siècle. Les travaux de Michelet ont été régulièrement repris par des historiens et auteurs postérieurs qui, sans examiner la véracité des sources prétendues par Lamothe-Langon, ont répercuté la forgerie au point que les procès de sorcières imaginés par celui-ci sont devenus un standard de l'historiographie de la « chasse aux sorcières ». En outre, Michelet y accrédite la légende du droit de cuissage, bien qu'aucune trace d'une telle pratique n'ait jamais trouvée dans le droit positif français ni dans aucune archive.
Cette série, dont chaque élément était en même temps une œuvre d’imagination et de recherche, n’était pas encore terminée, que les derniers volumes révélèrent un certain relâchement. L’ambitieuse Bible de l’humanité (1864), une ébauche historique des religions, a tout sauf peu de valeur. Dans La Montagne (1868), le dernier de sa série d’histoire naturelle, les effets de style du genre staccato sont poussés plus loin même que ceux de Victor Hugo. Nos fils (1869), le dernier de la suite des petits livres publiés durant la vie de l’auteur, est un traité de l’éducation, fidèle à l’Émile de Jean-Jacques Rousseau, écrit avec une grande connaissance des faits et avec les habituelles largeur et profondeur de vue, et cela malgré des capacités d’expression déclinantes.
On retrouve ses pleines capacités dans un livre posthume, Le Banquet, publié en 1878. L’image des populations industrieuses et affamées de la côte ligure est (qu’elle soit vraie ou non) une des meilleures choses qu’ait faites Michelet. Pour compléter cette liste d’ouvrages de tous les genres, on peut mentionner deux volumes d’extraits ou d’abrégés, écrits et publiés à différentes occasions : Les Soldats de la révolution et Légendes démocratiques du Nord, où il expose l’héroïsme des peuples européens pour gagner leur liberté.
La publication de cette série d’ouvrages, et l’achèvement de son Histoire, occupèrent Michelet durant les deux décennies du Second Empire. Il vécut en partie en France, en partie en Italie, et avait l’habitude de passer l’hiver sur la Côte d’Azur, surtout à Hyères. Enfin, en 1867, la grande œuvre de sa vie fut achevée. Dans l’édition habituelle elle occupe dix-neuf volumes. Le premier de ceux-ci traite de l’histoire ancienne jusqu'à la mort de Charlemagne, le second de l’époque qui vit l’apogée de la France féodale, le troisième du XIIIe siècle, le quatrième, le cinquième et le sixième de la guerre de Cent Ans, le septième et le huitième de l’établissement du pouvoir royal sous Charles VII et Louis XI. Le XVIe et le XVIIe siècle sont traités chacun en quatre volumes, dont une grande partie n’est liée que de façon lointaine à l’histoire de France proprement dite, surtout dans les deux volumes intitulés Renaissance et Réforme. Les trois derniers volumes continuent l’histoire du XVIIIe siècle jusqu'au déclenchement de la Révolution.
L’hostilité sans compromis de Michelet envers le Second Empire n’empêcha pas que sa chute et les désastres qui l’accompagnèrent le stimulassent encore une fois pour le pousser à agir. Non seulement il écrivit des lettres et des pamphlets durant la guerre, mais lorsqu'elle fut achevée il entreprit de compléter par une Histoire du XIXe siècle la gigantesque tâche qu’il s’était assignée, et que ses deux grandes histoires avaient déjà presque terminée. Concernant sa carrière publique, la nouvelle république ne lui rendit pas entièrement justice, refusant de lui redonner son professorat au Collège de France, dont il prétendait n’avoir jamais été légalement privé.
Origines du droit français, cherchées dans les symboles et formules du droit universel, de Michelet, édité par Émile Faguet en 1890 et sa seconde édition parue en 1900, s'inspire à la fois de Vico et des Antiquités du droit allemand de Jacob Grimm.

## Postérité

### Postérité générale
L’historien a joué un rôle dans la popularisation du personnage de Jeanne d'Arc. Pour les diverses tentatives de récupération politiques et religieuses du personnage où Michelet joue un rôle important, voir l’article Mythes de Jeanne d'Arc.

### Controverses

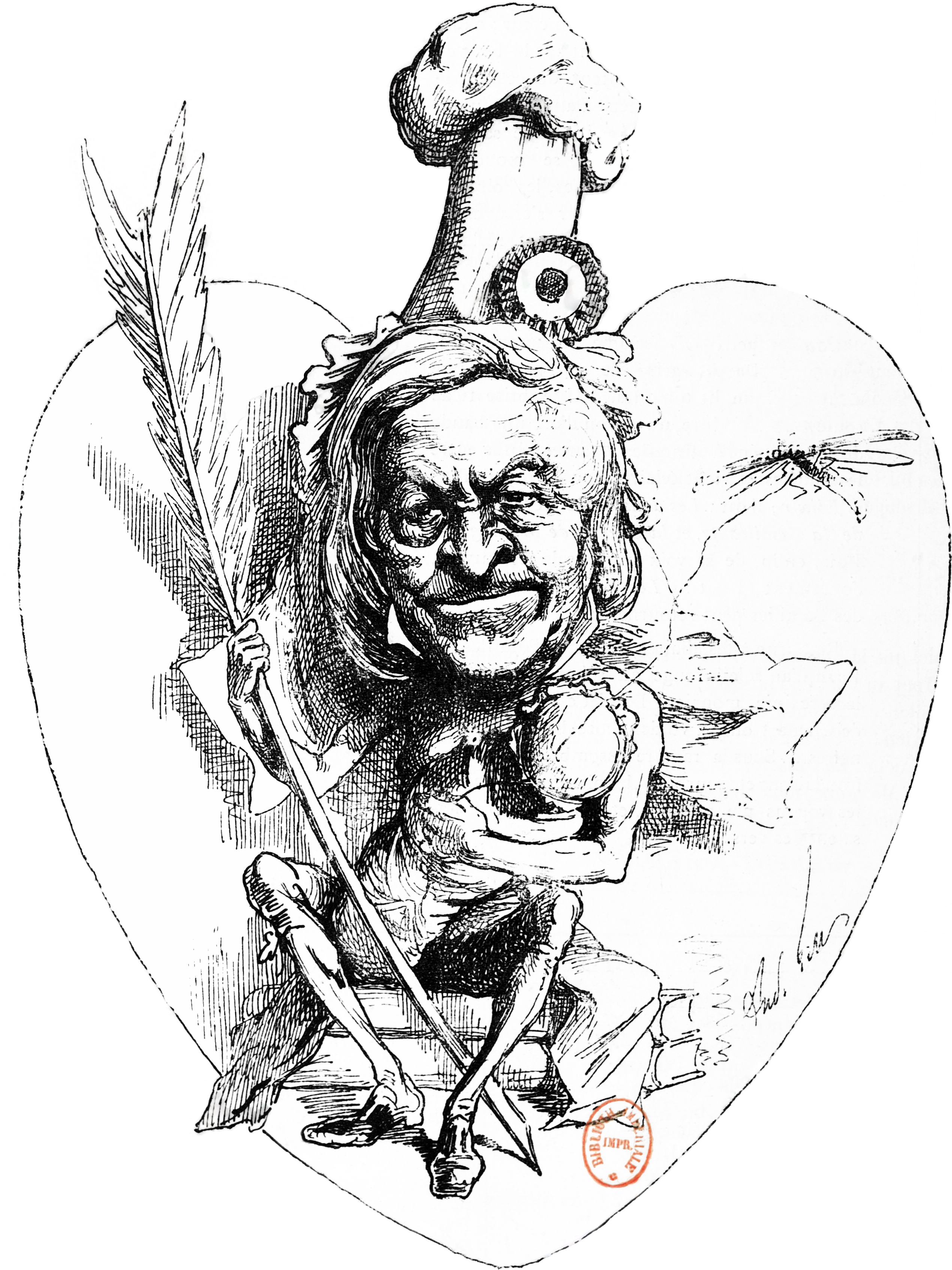
Michelet caricaturé par Gill dans la Parodie du 5 12 1869.

C'est surtout concernant Michelet que les historiens François Furet et Denis Richet ont déclaré que « L'histoire après tout, n'est pas une école de morale ». Jules Michelet est considéré, à part pour son étude du Moyen Âge, comme un des auteurs de l'histoire officielle (en raison de son travail historique mandaté par Louis-Philippe et de son manque de rigueur susmentionné sur les faits historiques).
L'historien Pierre Chaunu, dans ses entretiens avec François Dosse, porte ce jugement : « Connaissez-vous quelque chose de plus nul que Michelet ? […] le culte de Michelet… soit…, il est vrai qu'il y a de belles pages, mais sur le plan de la recherche historique, c'est nul ».
L'historien Louis Chevalier, dans son introduction aux Paysans, de Balzac, lui reproche son manque de rigueur et ses critiques injustifiées : .
À l'inverse, l'historien Lucien Febvre veut rendre justice à Michelet en qui il voit le fondateur de l'histoire de France. Dans son article de 1933 « Michelet, Jules (1798-1874) », il écrit :

« Il ne faut pas oublier ce qu'étaient les études historiques aux environs de 1825, quand Michelet les abordait. Documentation insuffisante ? Mais il a dans ce domaine été un novateur. […] Et un labeur immense, des recherches considérables ont assuré les fondements d'une œuvre qui aujourd'hui nous paraît ruineuse. […] Mieux encore : n'oublions pas que les banalités d'aujourd'hui furent l'originalité presque révolutionnaire d'hier et d'avant-hier. Michelet a si totalement gagné certaines batailles que nous ne songeons même plus qu'il les fallait gagner. »

Dans ses Leçons au Collège de France de décembre 1943 à mars 1944, Lucien Febvre souligne ainsi le caractère novateur du travail historique de Michelet, par comparaison avec les ouvrages d'Augustin Thierry et de François Guizot.
Son portrait sur le site internet de l'Académie des sciences morales et politiques résume parfaitement la controverse : « Héros pour Victor Hugo, charlatan si l'on en croit Sainte-Beuve, Jules Michelet n'oubliera jamais qu'il est sorti du peuple, ce peuple dont il fera le grand acteur de l'histoire de la France. Chef de la section historique aux Archives nationales, Michelet se trouvait directement au contact des documents. Il vivra donc au cœur de l'histoire, qu'il raconte tout d'abord dans cette Histoire de France dont les six premiers volumes traitent des origines jusqu'à la fin du règne de Louis XI. Estimant qu'il ne pouvait connaître la monarchie sans étudier la Révolution, dont il se pensait le fils, dont il se voulait le conteur, l'apôtre et le propagandiste, Michelet mettra en chantier, à partir de 1847, cette Histoire de la Révolution française qu'il achèvera en 1853. Généralités hâtives, parti pris, idée fausse mais qui donne à l'œuvre son mouvement lyrique d'une nation tout entière actrice… On peut certes adresser bien des reproches à Michelet, écrire que son Histoire de la Révolution est à peine un livre d'histoire, mais le livre se lit toujours et sa récente réédition dans la « collection Bouquins » lui a donné un nouveau public, attiré par l'élan de la plume, l'enthousiasme du conteur, plus que par la vérité historique. »
Marcel Pagnol, dans La Gloire de mon père autobiographique, l'a décrit de manière synthétique comme étant le propagandiste des idées de la IIIe République à travers une relecture complète de l’Histoire de France. De lui découlent certains mythes républicains comme Clovis, François Ier, Henri IV, Louis XIV, la Révolution Française, Napoléon. De lui découlent surtout d'importantes erreurs historiques, notamment sur Louis XI, les guerres de religion et Louis XVI. Cette critique est reprise par plusieurs historiens, dont Jacques Heers dans son livre Le Moyen Âge, une imposture, qui voient en Michelet un propagandiste motivé non pas par la recherche de la vérité mais par son idéologie, notamment anticléricale.
L'historien du haut Moyen Âge Pierre Riché reproche à Michelet d'avoir propagé le mythe des Terreurs de l'an mille dans le premier chapitre de son livre IV de l'Histoire de France « L'an mille » lorsqu'il écrit :

« Cet effroyable espoir du Jugement dernier s'accrut dans les calamités qui précédèrent l'an mille ou suivirent de près. Il semble que l'ordre des saisons se fût interverti, que les éléments suivissent des lois nouvelles. Une peste terrible dévasta l'Aquitaine, la chair des malades semblait frappée par le feu, se détachait de leurs os et tombait en pourriture… Une famine ravagea tout le monde depuis l'Orient, la Grèce, l'Italie, la France, l'Angleterre. »

Michelet décrit ensuite des scènes de cannibalisme et les paysans qui se réfugient dans les églises et qui font donation de leurs terres aux prêtres et aux moines.
La thèse de Michelet selon laquelle la chute de Constantinople en 1453 aurait provoqué le basculement brutal du Moyen Âge à la Renaissance par un afflux en Occident de savants en provenance de Constantinople est aujourd'hui fortement nuancée par tous les historiens, à la suite des travaux de Charles H. Haskins sur la Renaissance du XIIe siècle, publiés en 1927. Haskins a en effet montré qu'un mouvement important de traduction des œuvres scientifiques et philosophiques grecques et arabes a eu lieu dès le XIIe siècle, ce qui a été confirmé par tous les médiévistes ultérieurs, par exemple Jacques Verger.
Le philosophe Michel Foucault considère que Michelet est coupable d'avoir élevé au rang de mythe la fausse idée selon laquelle l'Église aurait empêché la dissection de cadavres :

« Donc, point de pénurie de cadavres au XVIIIe siècle, pas de sépultures violées ni de messes noires anatomiques ; on est dans le plein jour de la dissection. Par une illusion fréquente au XIXe siècle, et à laquelle Michelet a imposé les dimensions d'un mythe, l'histoire a prêté à la fin de l'Ancien Régime les couleurs du Moyen Âge en ses dernières années, confondu avec les déchirements de la Renaissance les problèmes et les débats de l’Aufklarung. »

## Hommages
- une plaque commémorative lui rend hommage au no 1 de l’avenue du général De Gaulle à Hyères.
- Une plaque commémorative lui rend hommage à son domicile de la rue de l'Ouest, devenue rue d'Assas (no 76), au croisement avec la rue Vavin[68].
- En 1905, la marine nationale française baptise un croiseur Jules Michelet.
- Lycées Michelet : Arpajon, Lannemezan, Marseille, Montauban, Nantes (lycée professionnel, situé près de la rue de la Haute-Forêt, où Jules Michelet résidait durant son séjour à Nantes en 1852-53), Nice et Vanves.
- Écoles primaires Michelet : Béthune, Colombes, Halluin et Toulouse.
- De nombreux collèges, écoles primaires et maternelles en France portent son nom.
- Bibliothèque spécialisée de l'UFR d'histoire de l'université Charles-de-Gaulle de Lille 3.
- Bibliothèque Michelet d’art et d’archéologie, au Centre Michelet, rue Michelet, dépendant de l'Université Paris-1 Panthéon-Sorbonne et de l'Université Paris Sorbonne-Paris IV.
- Plusieurs villes françaises ont également consacré un boulevard Michelet (Lyon, Marseille, Nantes…)
- À l'étranger : rue Jules-Michelet à Bucarest (Roumanie).
- Durant la période de l'Algérie française, une ville de Kabylie, dans le département d'Alger s'appelait Michelet. Son nom est aujourd'hui Ain El Hammam, mais les habitants continuent de l’appeler « Michelet ». Une importante rue d'Alger s’appelait également rue Michelet, alors.
- En 1961 s'est tenue à l'hôtel de Rohan, aux Archives nationales, une exposition placée sous le haut patronage d'André Malraux, ministre d'État chargé des affaires culturelles, et intitulée « Michelet, sa vie, son œuvre 1798-1874 ». Un catalogue de 164 pages recense les 559 pièces exposées.

## Publications

### Histoire de France
Précis de l'histoire de France jusqu'à la Révolution, Paris, Louis Hachette, 1833.
Histoire de France au Moyen Âge, Paris, Louis Hachette, 1833–1844.
1833 : I. [Des origines à 987]
1833 : II. [987–1270]
1837 : III. [1270–1380]
1840 : IV. [1380–1422]
1841 : V. [1422–1461]
1844 : VI. Louis XI et Charles le Téméraire [1461–1483]
Histoire de France au XVIe siècle, Paris, Chamerot, 1855–1856.
1855 : La Renaissance
1855 : Réforme
1856 : Guerres de religion
1856 : La Ligue
Histoire de France au XVIIe siècle, Paris, Chamerot, 1857–1860.
1857 : Henri IV et Richelieu
1858 : Richelieu et la Fronde
1860 : Louis XIV et la révocation de l'édit de Nantes
Histoire de France au XVIIIe siècle, Paris, Louis Hachette, 1862–1866 ; puis Chamerot et Lauwereyns, 1867.
1862 : Louis XIV et le duc de Bourgogne
1863 : La Régence
1866 : Louis XV
1867 : Louis XV et Louis XVI
Histoire de la Révolution française, Paris, Chamerot, 1847–1853.
1847 : I. [1789]
1847 : II. [1789–1791]
1848 : III. [1790–1791]
1849 : IV. [1792]
1850 : V. [1792–1793]
1853 : VI. [1793–1794]
1853 : VII. [1793–1794]
Histoire du XIXe siècle, Paris, Germer Baillière, 1872 ; puis Michel Lévy frères, 1875.
1872 : I. Directoire. Origine des Bonaparte
1875 : II. Jusqu'au 18 brumaire (à titre posthume)
1875 : III. Jusqu'à Waterloo (à titre posthume)
Éditions choisies de l'Histoire de France (jusqu'à Louis XVI) :
- Albert Lacroix (1876–1877) : 19 volumes
- Ernest Flammarion (1893–1897), dite « Édition définitive, revue et corrigée » : 16 volumes
- Éditions Saint-Clair (1968–1969) : 18 volumes
- Équateurs (2008), dite « de la Gaule à Louis XVI » : 17 volumes

Éditions choisies de l'Histoire de la Révolution française :
- Alphonse Lemerre (1888) : 9 volumes
- Éditions Saint-Clair (1961–1964) : 13 volumes

### Autres œuvres
- Tableau chronologique de l’histoire moderne de 1453 à 1789 (1825)
- Tableaux synchroniques d’histoire moderne de 1453 à 1648 (1826)
- Principes de la philosophie de l'histoire de Vico (1827)
- Précis d’histoire moderne (1827)
- Introduction à l’Histoire universelle (1831)
- Histoire romaine : république (1831)
- Mémoires de Luther écrit par lui-même (1835)
- Œuvres choisies de Vico (1835)
- Origine du droit français (1837)
- Le procès des Templiers, tome I (1841) ; tome II (1851)
- Des jésuites (1843), en collaboration avec Edgar Quinet
- Du prêtre, de la femme, de la famille (1845)
- Le Peuple (1846)
- Pologne et Russie (1851)
- Le Peuple russe et le socialisme (1851)
- Légendes démocratiques du Nord (1854 ; réédité comme La Pologne martyre en 1863)
- Les Femmes de la Révolution (1854)
- L’Oiseau (1856) ; Les Bibliophiles de France ont publié en 1952 une édition illustrée, avec des eaux-fortes d'André Jacquemin.
- L'Insecte (1857)
- L'Amour (1858)
- La Femme (1859)
- La Mer (1861)
- La Sorcière (1862)
- Bible de l'Humanité (1864)
- La Montagne (1868)
- Nos fils (1869)
- La France devant l'Europe (1871)

### Publications posthumes
- Les Soldats de la Révolution (1878)
- Le Banquet (1879, inachevé)
- Ma Jeunesse (1884, préface de Mme J. Michelet)
- Notre France : sa géographie, son histoire (1886, préface de Mme J. Michelet)
- Mon Journal 1820–1823 (1888, préface de Mme J. Michelet)
- Écrits de jeunesse : Journal (1820–1823) (1959, Gallimard)
- Journal (texte établi par Paul Viallaneix et Claude Digeon)
  - Tome I. 1828–1848 (1959, Gallimard)
  - Tome II. 1849–1860 (1962, Gallimard)
  - Tome III. 1861–1867 (1976, Gallimard)
  - Tome IV. 1868–1874 (1976, Gallimard)
- Sylvine : mémoires d'une femme de chambre, roman inédit présenté par Alcanter de Brahm, Paris, Debresse, 1940.
- Voyage en Angleterre (août–septembre 1834), La Rochelle, Sulliver, 2005.

### Œuvres en ligne
- L’Histoire de France sur le site de Gallica. Il y a deux éditions celle d’Albert Lacroix (1876) et celle d’Ernest Flammarion (1893). Pour la première édition, qui comprend 19 tomes, il manque plusieurs volumes. La seconde édition dite « édition définitive, revue et corrigée » en 16 tomes est intégralement disponible dans les Œuvres complètes de J. Michelet. Tome 1 à 6 Moyen Âge. Tome 7 Renaissance. Tome 8 Réforme. Tome 9 Guerres de religion. Tome 10 Henri IV. Tome 11 Richelieu et La Fronde. Tome 12 Louis XIV et la révocation de l’édit de Nantes. Tome 13 Louis XIV et le duc de Bourgogne. Tome 14 Régence. Tome 15 Louis XV. Tome 16 Louis XV et Louis XVI. Sommaire détaillé sur LA BIBLIOTHÈQUE NUMÉRIQUE UNIVERSELLE  Version texte de certains volumes disponible avec le Projet Gutenberg
- Édition numérique du Moyen Âge, tome V (1422-1461), sur le site de l’université de Chicoutimi
- Œuvres de Michelet sur le site Gutenberg
- Œuvres de Michelet sur le site Archives.org

Les archives de Michelet sont conservées à la Bibliothèque historique de la ville de Paris. Elles se composent de volumes de correspondances, de notes ou encore de manuscrits de ses œuvres, constitués par plusieurs dons et legs qui s'échelonnent de 1901 à 1974.